# Barnston-Ouest
Barnston-Ouest est une municipalité du Québec située dans la MRC de Coaticook en Estrie.

## Description
« Érigée en 1946, la municipalité de Barnston-Ouest est née par suite du morcellement d'une partie de celle de Barnston. Comme pour la municipalité mère, l'économie locale est largement tributaire de l'agriculture couplée à l'exploitation de quelques boisés. »

## Géographie
Barnston-Ouest est composée des hameaux villageois de Way's Mill et Kingscroft.
La route 141 assure les liens régionaux.

## Démographie
| 1991 | 1996 | 2001 | 2006 | 2011 | 2016 | 2021 |
| ---- | ---- | ---- | ---- | ---- | ---- | ---- |
| 583  | 598  | 600  | 583  | 591  | 559  | 546  |

## Administration
Les élections municipales se font en bloc pour le maire et les six conseillers.
| Barnston-Ouest Maires depuis 2001                                                                                    |                   |         |          |
| Élection | Maire             | Qualité | Résultat |
| 2001 | Michel Belzil     |         | Voir     |
| 2005 | Ghislaine Leblond |         | Voir     |
| 2009 | Ghislaine Leblond | Voir    |          |
| 2013 | Johnny Piszar     |         | Voir     |
| 2017 | Johnny Piszar     | Voir    |          |
| 2021 | Johnny Piszar     | Voir    |          |
| Élection partielle en italique Depuis 2005, les élections sont simultanées dans toutes les municipalités québécoises |                   |         |          |

## Attraits
- l’église unie (1881)
- l’église de l’Épiphanie (1888)
- la grange ronde de la ferme Holmes (1907)
- la caserne d’incendie munie d’une tour de séchage des boyaux (1952)[4]

### Circuits Découverte
Depuis 2004, la municipalité de Barnston-Ouest fait partie du Circuit Découverte, À la rencontre d’un vaste champ de cultures. Mis sur pied par la Table de concertation culturelle de la MRC de Coaticook, il permet aux visiteurs de découvrir les différents attraits des municipalités de Barnston-Ouest et de Stanstead-Est.
Barnston-Ouest y compte plusieurs attraits comme la Grange ronde de la ferme Holmes et la tour de séchage de la caserne de pompier.

### La Voie des Pionniers
Depuis juin 2011, un arrêt à Barnston-Ouest a été intégré au trajet de La Voie des Pionniers. En effet, la Table de concertation culturelle de la MRC de Coaticook, créatrice du projet, a ajouté à son tracé, la silhouette de Daniel Way, entrepreneur important de Way's Mills, hameau de Barnston-Ouest, auquel il a d'ailleurs donné son nom. Situé sur chemin Way's Mills , le personnage de M. Way raconte son apport à la région, ainsi que les quelques évènements importants de son époque.
En juillet 2012, La Voie des Pionniers se dote de six nouveaux personnages. Parmi eux, une s'installe au hameau de Kingscroft : Cécile Dessaint. Elle fut choisie pour son travail acharné, sa longue vie (1904-2001), son parcours unique et sa nombreuse descendance (36 petits-enfants, 79 arrière-petits-enfants et 26 arrière-arrière-petits-enfants).